# Junior Cally
Junior Cally, pseudonimo di Antonio Signore (Roma, 10 ottobre 1991), è un rapper e produttore discografico italiano.

## Biografia
Le poche informazioni sulla sua adolescenza ci vengono rivelate nel suo libro Il principe. È meglio essere temuto che amato dove il rapper racconta di aver convissuto per quattro anni, nella periferia romana, con una presunta leucemia a quindici anni che poi si rivelò non essere tale, ma che lo segnò a tal punto da manifestare successivamente un disturbo ossessivo compulsivo di personalità. Successivamente si è così espresso in un'intervista televisiva nel 2020: 
 Junior Cally ha ammesso di aver abusato di alcol a venti anni per poi rendersi conto che doveva prendere in mano la sua vita e cambiarla: «Mi sono detto fai qualcosa, vivi la tua vita in modo migliore. Ho cercato di recuperare il tempo perso».
Nel luglio 2021 conferma di aver intrapreso un percorso di riabilitazione per curare il proprio disturbo ossessivo compulsivo, che lo ha portato a sviluppare una dipendenza dall'alcol e dal sesso.

## Carriera

### Carriera musicale

#### Primi anni
Ha iniziato la propria attività musicale con lo pseudonimo Socio tra il 2011 e il 2013, ottenendo tuttavia scarsi risultati. Dopo un periodo di pausa, il rapper ha deciso di approdare sulla scena musicale italiana con la nuova identità di Junior Kelly (poi Junior Cally per evitare omonimie con il cantante Junior Kelly), noto per portare sempre sul viso una maschera antigas.
Il 10 gennaio 2017 è stato pubblicato il suo primo singolo Alcatraz, il videoclip è stato caricato sul canale YouTube della Black Hoodie Music, è stato diretto da Alberto Basile e vanta la produzione di Jeremy Buxton.

#### Ci entro dentro(2017-2018)
Il 24 ottobre 2017 rilascia il singolo Magicabula con la produzione di Theodor Malkova, “alter ego” di Junior Cally ai beat; con questo brano l'artista farà parlare di sé in tutta Italia raggiungendo più di 15 milioni di views solo su YouTube e il disco di platino.
Nel 19 gennaio 2018 in collaborazione con il rapper Highsnob, l'artista carica su diverse piattaforme il primo dei tre volumi intitolato Wannabe con la produzione di Dat Boi Dee e la cura del videomaker Alberto Basile.
Il 5 marzo 2018 carica sul suo account Spotify il singolo Auto blu, il quale precederà l'uscita del primo album intitolato Ci entro dentro, prodotto nuovamente da Jeremy Buxton. Il titolo dell'album è da rimandare al suo passato, infatti è considerato dall'artista come un motto di rivincita verso coloro che hanno cercato di ostacolare il suo sogno di sfondare nel campo musicale.
Dopo l'uscita del suo primo album il rapper firma un contratto con la pluripremiata casa discografica Sony Music Italia.

#### Ricercato(2019)
Esattamente un anno dopo l'uscita del primo volume, il 18 gennaio 2019, Junior Cally e Mike Highsnob pubblicano il sequel Wannabe vol. 2 prodotto da Andry the Hitmaker.
Il 3 maggio 2019 Junior Cally fa uscire il singolo indipendente Montecarlo prodotto dal solito Jeremy Buxton per Shulala Records e Sugar Music S.r.l.; il videoclip viene diretto da Sebastiano Fernandez. A meno di un anno di distanza dall'uscita del primo album, il 6 settembre 2019 Junior Cally fa uscire su tutte le piattaforme musicali il suo secondo album musicale Ricercato, un nuovo progetto composto da 12 brani e  distribuito da Sony Music Italia. Sono presenti nove featuring tra cui il sodalizio con Mike Highsnob, e nuove collaborazioni tra cui: Jake La Furia, Giaime, Clementino, Livio Cori, Samurai Jay, Il Tre, Federica Napoli ed Eddy Veerus. Le produzioni saranno seguite da diversi beatmaker italiani tra cui Jeremy Buxton, 2nd Roof, Bosca e Andry The Hitmaker. A soli dieci giorni dalla sua uscita l'album svetta in cima alle classifiche FIMI raggiungendo il primo posto dei dischi più venduti in Italia.
Ha riscontrato notevole successo dopo l'episodio accaduto il 4 settembre 2019 nel videoclip del singolo Tutti con me, il quale ha anticipato l'uscita del suo secondo album Ricercato, rilasciato il 6 settembre 2019. Nelle prime scene del video musicale il rapper, che fino ad allora era sempre apparso in pubblico con il volto nascosto da una maschera antigas, ha deciso, dopo due anni di carriera, di mostrarsi per la prima volta a viso scoperto.

#### Sanremo 2020

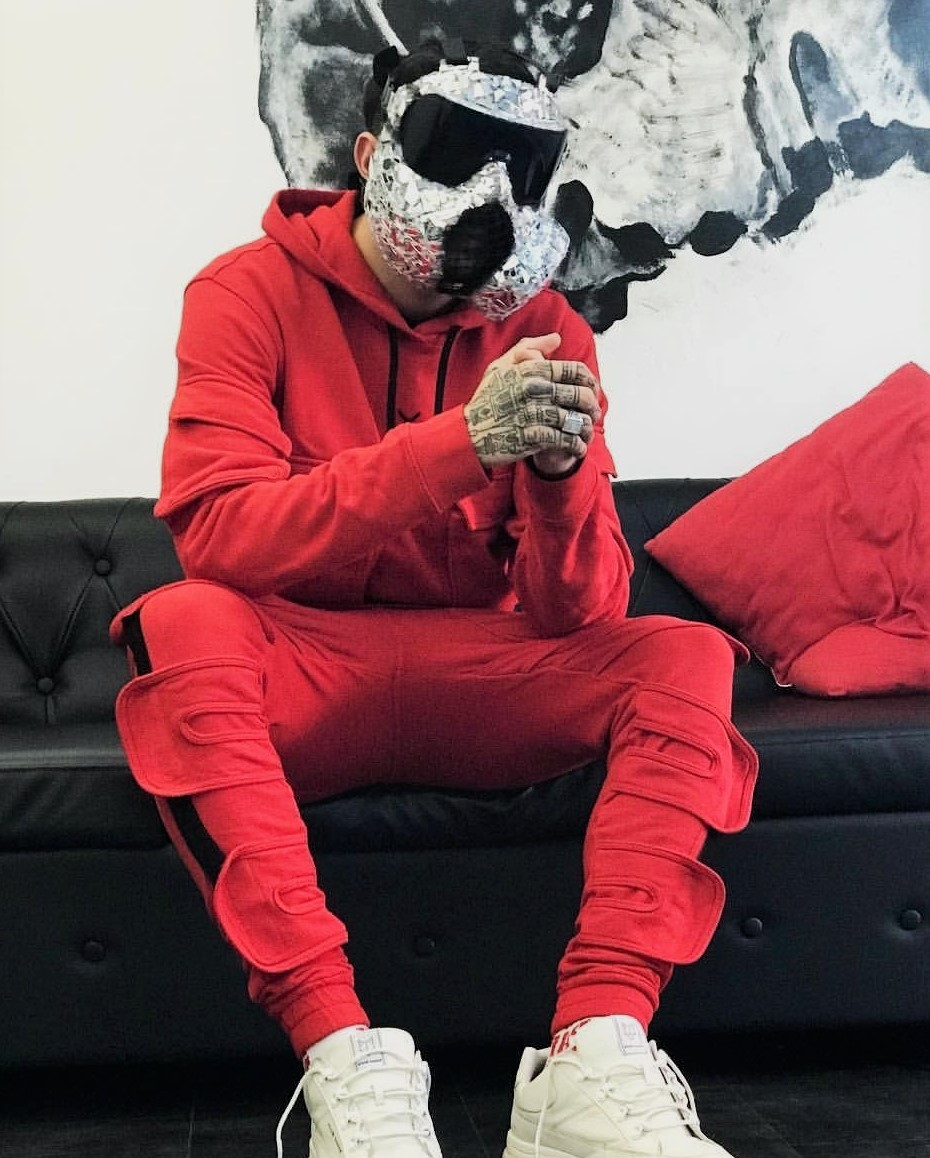
Junior Cally quando indossava la maschera

Il 31 dicembre 2019 viene annunciata la sua partecipazione al Festival di Sanremo 2020, per la prima volta come artista in gara, con il brano No grazie.
A venti giorni dall'annuncio, la partecipazione al festival del cantante ha destato polemiche nell’opinione pubblica, scaturite dalla precedente attività artistica di Signore, e in particolare dai brani Strega e il rifacimento Si chiama Gioia, contenenti un linguaggio violento nei confronti del genere femminile, da molti ritenuto inaccettabile in un momento in cui i fenomeni della violenza di genere sulle donne e dei femminicidi sono considerati emergenze sociali. Il video presenta il rapper che interagisce con una donna uccisa, insultandola. Junior Cally ha risposto alle critiche dicendo che si tratta solo di un personaggio tipico del trap e del gangsta rap. Criticate sono anche alcune frasi della canzone presentata a Sanremo con forte contenuto politico, dirette contro Matteo Salvini e Matteo Renzi.
Anche la redazione della Rai mostra pareri contrastanti al riguardo, infatti alcuni sostengono che Junior Cally dovrebbe essere escluso dal Festival. Il direttore di Rai1 Stefano Coletta e l'amministratore delegato Rai Fabrizio Salini sono a sostegno delle accuse, a differenza del direttore artistico e conduttore di Sanremo 2020 Amadeus, il quale ha ricordato al pubblico che anche altri artisti partecipanti in passato al festival hanno all'attivo brani che descrivono scene misogine e violente, come Marco Masini con il brano Bella stronza.
Durante la seconda serata del Festival di Sanremo 2020, che vede il rapper esibirsi per la prima volta, il suo brano ottiene l'ultimo posto sia per la classifica serale che per la classifica generale da parte della giuria demoscopica. Nella serata delle cover l'autore in gara con il già citato brano Vado al massimo assieme alla band VIITO ottiene il ventunesimo posto in classifica. Nella quarta serata sale nuovamente di diverse posizioni, diventando diciassettesimo. Termina la kermesse davanti al solo Riki, al 22º posto, anche in virtù della squalifica di Bugo e Morgan.

#### Deviazioni(2021-presente)
L'uscita del terzo album di inediti, Deviazioni, viene posticipata fino al 3 dicembre 2022, dopo che il cantante aveva annullato la pubblicazione dell'album Un passo prima nel 2021. Il disco Deviazioni viene anticipato dai singoli Sulla pelle mia e Le amiche sceme, mentre nel gennaio 2023 viene messa in commercio la versione  unplugged della traccia Vivo. Per promuovere il progetto, Junior Cally organizza due concerti tenuti tra Milano e Roma.

### Carriera calcistica
Appassionato di calcio, il 14 febbraio 2020 è ufficializzato il tesseramento di Antonio Signore da parte della squadra dilettantistica Fiumicino 1926, militante nel campionato di Promozione.
Nel 2021 il rapper ha intrapreso un progetto di beneficenza nel mondo del calcio e ha fondato a Milano assieme al rapper Moreno la squadra Play2Give, militante nel campionato di Terza Categoria, nella quale gioca anche come trequartista rigorista.

## Discografia

### Album in studio
- 2018 – Ci entro dentro
- 2019 – Ricercato
- 2022 – Deviazioni

### Singoli

#### Come artista principale
- 2017 - Pussy
- 2017 - Cally Whale
- 2017 - Strega
- 2017 – Magicabula
- 2018 - Auto blu
- 2018 - Capelli rossi
- 2018 - Valzer
- 2018 - Bulldozer
- 2019 – Montecarlo
- 2019 – Tutti con me
- 2019 – Sigarette
- 2019 - Sigarette RMX (con Emma Muscat)
- 2020 – No grazie
- 2021 – Amore di mezzo
- 2021 – Come Monet
- 2022 – Sulla pelle mia
- 2022 – Le amiche sceme
- 2022 - Fantasmi
- 2023 – Vivo (Unplugged Version)
- 2023 – Miracolo
- 2023 – Isla Padel

#### Come artista ospite
- 2018 - Quando arrivo io (Gabry Ponte feat. Junior Cally)
- 2018 - Wannabe (Highsnob feat. Junior Cally)
- 2018 - Piccolino (Pepito Rella feat. Junior Cally)
- 2019 - Wannabe Vol. 2 (Highsnob e Andry the Hitmaker feat. Junior Cally)
- 2020 - Wannabe Vol. 3 (Highsnob feat. Junior Cally ed Enzo Dong)

### Collaborazioni
- 2019 - Nerone - La bamba (da Hyp3r)
- 2019 - Peppe Soks - Che ne sai tu (da Riparto da me)